# كارلو لونغي
كارلو لونغي (Carlo Longhi) ؛ (روما، 10 مارس 1944)، حكم كرة قدم إيطالي دولي سابق.
و قد حكم في كأس الخليج 1988، وقد أدار مباراة منتخب الكويت لكرة القدم ومنتخب قطر لكرة القدم في 3 مارس 1988، وقد أدار مباراة منتخب قطر لكرة القدم ومنتخب الإمارات لكرة القدم في 8 مارس 1988، وقد أدار مباراة منتخب السعودية لكرة القدم ومنتخب الإمارات لكرة القدم في 13 مارس 1988، وقد أدار مباراة منتخب العراق لكرة القدم ومنتخب السعودية لكرة القدم 16 مارس 1988.

## وصلات خارجية
- كارلو لونغي على موقع Soccerway.com (الإنجليزية)

1. ↑  worldreferee.com (بالإنجليزية), QID:Q19801038